# Arquipo
Arquipo (griego antiguo: Ἅρχιππος; finales del siglo V a. C.) fue un poeta ateniense de la Comedia antigua. Su obra más famosa fue Peces, en la cual satirizó la predilección de los epicúreos atenienses por el pescado. 
Los críticos de Alejandría le atribuyeron la autoría de cuatro obras previamente asociadas con Aristófanes: Dioniso naufragado, Islas, Niobos y Poesía. 
Arquipo fue ridiculizado por sus contemporáneos por su afición a usar juegos de palabras.  Se conservan los títulos y algunos fragmentos de seis obras: la ya citada Peces, Anfitrión, La sombra del burro, Hércules se casa, Pinon y Pluto.